# Oxenhall
Oxenhall – wieś i civil parish w Anglii, w Gloucestershire, w dystrykcie Forest of Dean. W 2011 civil parish liczyła 243 mieszkańców.